# Усман Сембен
Усман Сембен (фр. Ousmane Sembène; 1 січня 1923, Зігіншор — 9 червня 2007, Дакар) — сенегальський кінорежисер, сценарист, актор, письменник і громадський діяч-комуніст. Писав французькою мовою і мовою волоф. Вважається одним з найважливіших африканських письменників і «батьком африканського кінематографу».

## Початок життя
Син рибалки, Усман Сембен народився в Зігіншоре в Казамансі в родині Лебу. Деякі його роботи для дорослих спираються на теми релігії Серер. Його виховувала бабуся по материнській лінії і дуже вплинула на нього. Жінки відіграють головну роль у його роботах.
Як і багато хлопчиків-мусульман, відвідував медресе, а також французьку школу до 1936 року, коли відбувся конфлікт з директором. Там додатково до рідної волофської мови Усман отримав знання з французької та базової арабської мов. Сембен працював зі своїм батьком, який страждав від морської хвороби, до 1938 року, а потім переїхав до Дакара, де запраболяв різними видами ручної праці.
У 1944 році Сембен був призваний до Senegalese Tirailleurs (корпус французької армії). Під час Другої світової війни проходив службу у Силах Вільної Франції. Після війни він повернувся на батьківщину і в 1947 році взяв участь у довгому залізничному страйку, події якого згодом стали основою його визначного роману Gods Bits of Wood (1960).
Наприкінці 1947 року він поїхав до Франції, де працював на заводі Citroën в Парижі, а потім у доках у Марселі, став активним у французькому профспілковому русі. Він приєднався до очолюваної комуністами CGT і Французької комуністичної партії, де допомагав провести страйк, щоб перешкодити постачанню зброї для французької колоніальної війни у В'єтнамі. За цей час він відкрив для себе письменника Гарлемського Відродження Клода Маккея та гаїтянського письменника-марксиста Жака Румена.

## Рання літературна кар'єра
Сембен використав багато з цих переживань у своєму першому франкомовному романі Le Docker Noir (The Black Docker, 1956), історії про Діо, африканського вантажника, який стикається з расизмом і жорстоким поводженням у доках Марселя. Діо пише роман, який пізніше вкрала біла жінка і опублікувала під її ім'ям; він протистоять їй, випадково вбиває її, і його судять і страчують у сценах, які дуже нагадують «Сторонній» Альбера Камю (також перекладається як «Чужий»). Хоча книга особливо зосереджується на жорстокому поводженні з африканськими іммігрантами, Сембен також детально розповідає про утиски арабських та іспанських робітників, даючи зрозуміти, що ці питання стосуються ксенофобії так само, як і раси. Як і більшість його художньої літератури, вона написана в соцреалістичному стилі. Сьогодні багато критиків вважають, що у книзі є певні недоліки; однак саме вона поклала початок літературній репутації Сембена і дало йому фінансову підтримку для продовження письма.
Другий роман Сембена, O Pays, mon beau peuple! (О країно, мій прекрасний народ!, 1957), розповідає історію Умара, амбітного чорношкірого фермера, який повертається до рідного Казаманса з новою білою дружиною та ідеями модернізації сільськогосподарських методів у цьому районі. Однак Умар бореться як проти французького колоніального уряду, так і проти сільського соціального ладу, і врешті-решт його вбивають. O Pays, mon beau peuple! був міжнародним успіхом, який забезпечив Сембену визнання усього світу, зокрема комуністичних країн, таких як Китай, Куба та Радянський Союз.
Третім і найвідомішим романом Сембена є Les Bouts de Bois de Dieu (Божі стеблинки, 1960); більшість критиків вважають шедевром Сембена, з яким конкурує лише Xala. У романі художньо викладена реальна історія страйку залізничників на лінії Дакар-Нігер, який тривав з 1947 по 1948 рік. Хоча харизматичний і блискучий представник профспілки Ібрагіма Бакайоко є центральною фігурою, у романі немає справжнього героя, крім самої громади, яка об’єднується перед обличчям труднощів і гноблення, щоб відстояти свої права. Відповідно, у романі представлено майже п’ятдесят персонажів як у Сенегалі, так і в сусідньому Малі, показуючи страйк з усіх можливих ракурсів; у цьому роман часто порівнюють з «Жерміналем» Еміля Золя.
Після Les Bouts de Bois de Dieu Сембен написав збірку короткої художньої літератури «Voltaïque» (1962) («Племінні шрами»). Збірка містить оповідання, казки та байки, у тому числі «La Noire de...», яку він згодом адаптує у своєму першому фільмі. 1964 року він випустив l'Harmattan (Гарматтан), епічний роман про референдум за незалежність у столиці Африки.
З 1962 по 1963 рік Сембен протягом року навчався на кіностудії імені Горького в Москві у радянського режисера Марка Донського.

## Пізня літературна кар'єра
З публікацією в 1965 році «Le mandat, précédé de Vehi-Ciosane» основні теми в роботах Сембена почали змінюватися. Подібно до того, як колись він голосно атакував расовий та економічний гніт французького колоніального уряду, у цій парі новел він звернув свій погляд на корумповану африканську еліту, яка слідувала за колоніалізмом. Він був одним із авторів у журналі Lotus, який був запущений в Каїрі в 1968 році і фінансувався Єгиптом і Радянським Союзом.
Сембен продовжив цю тему романом «Xala» 1973 року, історією Ель-Хаджі Абду Кадер Бей, багатого бізнесмена, який страждає від того, що він вважає прокляттям імпотенції («xala» на волофському) в весільну ніч зі своєю молодою третьою дружиною. Ель-Хаджі стає одержимим зняттям прокляття через відвідування марабутів, але лише втративши більшу частину своїх грошей і репутації, він дізнається, що джерелом його прокляття є жебрак, який живе за межами його офісу, якого він скривдив, придбавши своє багатство.
Le Dernier de l’empire («Останній з імперії», 1981), останній роман Сембена, описує корупцію та військовий переворот у новій незалежній африканській державі. Його парні новели 1987 року Niiwam et Taaw (Niiwam і Taaw) продовжують досліджувати тему соціального та морального колапс у міському Сенегалі.
Завдяки Les Bouts de Bois de Dieu і Xala, Сембен вважається однією з провідних фігур африканської постколоніальної літератури. Самба Гаджіго пише: «З десяти опублікованих літературних творів Сембена сім було перекладено англійською»; тоді як нігерійські письменники-піонери Чинуа Ачебе та Воле Соїнка писали англійською.

## Кінокар'єра
Як автор, якому важливі були соціальни зміни, Сембен хотів зачепити широку аудиторію. Він усвідомив, що його письмові твори охоплять лише культурну еліту, у той час як фільми можуть охопити набагато ширшу африканську аудиторію.
У 1963 році Сембен зняв свою першу стрічку – короткометражний фільм Barom Sarret. 1964 року він зняв ще одну короткометражку під назвою Niaye. 1966 року він створив свій перший повнометражний фільм, «La Noire de...», оснований на одному із його власних оповідань; це був перший повнометражний фільм, який випустив режисер родом із країн Африки на південь від Сахари. Хоча франкомовний фільм тривав лише 60 хвилин, він отримав премію Жана Віго, привернувши негайну міжнародну увагу як до африканського кінематографу загалом, так і до Сембена зокрема. Сембен продовжив успіх фільмом Mandabi (1968), реалізувавши свою мрію про створення фільму рідною мовою волоф.
Пізніше Сембен продовжив знімати фільми волофською мовою, прикладами яких є стрічки «Xala» (1975, за мотивами його власного роману), «Ceddo» (1977), «Camp de Thiaroye» (1987) і «Guelwaar» (1992). У Сенегалі фільм Ceddo був підданий жорсткій цензурі, нібито через проблему з документами Сембена, хоча деякі критики припускають, що ця цензура мала більше спільного з тим, що можна було б інтерпретувати як антимусульманський вміст у фільмі. Однак Сембен розповсюджував у кінотеатрах листівки з описом сцен, які були піддані цензурі, і випустив фільм у повному варіанті для міжнародного ринку. 1971 року Сембен також зняв французькою мовою фільм під назвою Emitaï, який був представлений на 7-му Московському міжнародному кінофестивалі, де отримав срібний приз. Він також був заборонений у Французькій Західній Африці. Його фільм «Xala» 1975 року був представлений на 9-му Московському міжнародному кінофестивалі.
У 1977 році його фільм «Ceddo» був представлений на 10-му Московському міжнародному кінофестивалі. Того ж року він був членом журі 27-го Берлінського міжнародного кінофестивалю. На 11-му Московському міжнародному кінофестивалі в 1979 році був нагороджений Почесною премією за внесок у розвиток кінематографу.
Постійними темами фільмів Сембена є історія колоніалізму, недоліки релігії, критика нової африканської буржуазії та сила африканських жінок.
Його останній фільм, повнометражний фільм «Moolaadé» 2004 року, отримав нагороди Каннського кінофестивалю 2004 року та кінофестивалю FESPACO в Уагадугу, Буркіна-Фасо. У фільмі, що відбувається в маленькому африканському селі в Буркіна-Фасо, досліджується суперечлива тема жіночого обрізання
Він є героєм документального фільму 2015 року «Sembene!».
Сембен часто з'являвся в епізодичній ролі у своїх фільмах. Наприклад, у Mandabi він грає людину, яка пише листи на пошті.

## Смерть
Усман Сембен помер 9 червня 2007 року у віці 84 років. Він хворів з грудня 2006 року і помер у своєму будинку в Дакарі, Сенегал, де був похований у плащаниці, прикрашеній віршами Корану. У Сембена залишилося троє синів від двох шлюбів.
Сейпаті Булане Хопа, генеральний секретар Панафриканської федерації кінорежисерів (FEPACI), описав Сембена як «світило, яке запалило смолоскип для звичайних людей, щоб йти шляхом світла... голос, який говорив без вагань, людина бездоганного таланту, яка непохитно трималася своїх мистецьких принципів і робила це з великою чесністю і гідністю».
Міністр мистецтв і культури Південної Африки Палло Джордан пішов далі, вихваляючи Сембена як «розважливого інтелектуала та суто культурного гуманіста... інформованого соціального критика, [який] надав світу альтернативні знання про Африку».

## Творчість

### Книги
- Le Docker noir (роман) – Париж: Debresse, 1956; нове видання Présence Africaine, 2002; пер. як The Black Docker, Лондон: Heinemann, 1987.
- O Pays, mon beau peuple! (роман) – 1957
- Les bouts de bois de Dieu (роман) – 1960; пер. як God's Bits of Wood, Лондон: Heinemann, 1995.
- Voltaïque (новели) – Париж: Presence Africaine, 1962; пер. як Tribal Scars, Вашингтон: INSCAPE, 1975.
- L’Harmattan (роман) – Париж: Presence Africaine, 1964.
- Le mandat, précédé de Vehi-Ciosane – Париж: Présence Africaine, 1966; пер. як The Money-Order with White Genesis, Лондон: Heinemann, 1987.
- Xala, Париж: Presence Africaine, 1973.
- Le dernier de l'Empire (роман) – L'Harmattan, 1981; пер. як The Last of the Empire, Лондон: Heinemann, 1983; «ключ до сенегальської політики» – Вернер Глінга.
- Niiwam – Париж: Presence Africaine, 1987; пер. як Niiwam and Taaw: Two Novellas (Oxford and Portsmouth, N.H.: Heinemann, 1992).

### Фільмографія
- Borom Sarret (1963)
- Niaye (1964)
- La Noire de...(1966)
- Mandabi (1968)
- Emitaï (1971)
- Xala (1975)
- Ceddo (1977)
- Camp de Thiaroye (1988)
- Guelwaar (1992)
- Faat Kiné (2000)
- Moolaadé (2004)